# Саланксовые
Саланксовые (лат. Salangidae) — семейство лучепёрых рыб из отряда корюшкообразных. Распространёны в пресноводных водоёмах Юго-Восточной Азии. Некоторые виды проходные и проводят большую часть своей жизни в прибрежных водах, и только на нерест заходят в реки.
Они имеют полупрозрачные или прозрачные тела. Голова сильно сплющена и имеет многочисленные зубы. Характерны тонкий спинной плавник и очень короткий хвостовой плавник. Это маленькие рыбы, как правило, около 8 см длиной, максимум 16 сантиметров. Их используют в пищу в Восточной Азии.

## Классификация
В семейство включают 7 родов с примерно 20 видами:
- Род Хемисаланксы (Hemisalanx)
  - Хемисаланкс (Hemisalanx brachyrostralis)
- Род Neosalangichthys
  - Neosalangichthys ishikawae
- Род Неосаланксы (Neosalanx)
  - Neosalanx anderssoni
  - Neosalanx argentea
  - Neosalanx brevirostris
  - Неосаланкс Хаббса (Neosalanx hubbsi)
  - Neosalanx jordani
  - Neosalanx oligodontis
  - Neosalanx pseudotaihuensis
  - Неосаланкс Ригана (Neosalanx reganius)
  - Neosalanx taihuensis
  - Neosalanx tangkahkeii
- Род Протосаланксы (Protosalanx)
  - Protosalanx chinensis
  - Протосаланкс (Protosalanx hyalocranius)
- Род Лейкосомы (Leucosoma)
  - Лейкосома (Leucosoma reevesii)
- Род Салангихты (Salangichthys)
  - Саланкс (Salangichthys microdon), или лапша-рыба
- Род Саланксы (Salanx)
  - Ариакский саланкс (Salanx ariakensis)
  - Salanx chinensis
  - Salanx cuvieri
  - Salanx prognathus